# چوکوسن واکاشو
چوکوسن واکاشو (勅撰和歌集 chokusen wakashū) همچنین به نام چوکوسنشو (勅撰集) کوتاه شده، گلچین‌های درباری ژاپنی از شعر واکا (شعر) بود. آنها در مجموع ۲۱ قطعه شعر بودند (به نام نیجوایچیدایشو). به مجموعه‌هایی از شعر واکا اشاره دارد که به دستور یکی از امپراتورهای ژاپن، یا یک امپراتور بازنشسته یا محصور برای بازرسی ارائه شده است. اولین مورد کوکین واکاشو بود که در آغاز قرن دهم گردآوری شد.